# СЛ „Бенфика“
„Бенфѝка“ (на португалски: Sport Lisboa e Benfica, Спор Лижбоа е Бенфика, изговаря се по-близко до Спор Лижбоъ и Бънфикъ) е спортен клуб от Лисабон, Португалия, известен най-вече с футболния си отбор.
Клубът е формиран в резултат на обединението на Спор Лисабон (основан 1904 г.) и Групо Спор Бенфика (1906 г.). Бенфика, заедно със Спортинг Лисабон и ФК Порто, е един от големите 3 футболни отбора в Португалия. Като спортен клуб, Бенфика има и още отбори – по баскетбол, волейбол, хандбал, футзал, ръгби, моторни спортове, атлетика и други.
Най-оспорваните двубои на „Орлите“ са със съперниците от „Голямата тройка“ и постоянни претенденти за трофеите в Португалия, а именно Порто и Спортинг. Тези сблъсъци произтичат от историческите, политическите и културни пречкания между Порто и Лисабон. Съперничеството се засилва още повече през последните години, като Порто доминира на домашната сцена, за разлика от периода от 1940 до 1982 година, когато Бенфика и Спортинг са водещите клубове.
Най-ожесточено е съперничеството с Бенфика, като това са най-титулуваните отбори на двата „враждуващи“ града Порто и Лисабон. Дербито е известно, като „О Класико“. Първият мач между двата клуба се състои на 28 април 1912 година. Първата победа за Порто идва през 1920 година и е с 3:2. Двата тима са изиграли над 230 мача помежду си, като предимството в преките двубои е на страната на Порто.
Първата среща на „Драконите“ със Спортинг е на 30 ноември 1919 година, по време на приятелски турнир. Що се отнася до официални двубои, първият е по време на новоучредения шампионат на Португалия през 1922 година, където Порто печели с 2:1 по пътя към първата си титла. Оттогава двата клуба са изиграни 230 мача помежду си, като Порто има 83 победи, Спортинг 82, а 65 срещи са завършвали наравно

## Символи
Емблемата се състои от орел, щит в клубните цветове – червен и бял, както и съкращението ШЛБ – „Спор Лижбоа е Бенфика“ (SLB, от Sport Lisboa e Benfica) на лента върху футболна топка, положена върху колело на велосипед. Девизът на отбора е E Pluribus Unum – „Един от многото“. Преди домакински мач орел лети от едната до другата страна на стадион „Луш“.

## Успехи

### Домашни турнири
- Лига Сагреш
  -  Шампион (38): Рекорд 1935/36, 1936/37, 1937/38, 1941/42, 1942/43, 1944/45, 1949/50, 1954/55, 1956/57, 1959/60, 1960/61, 1962/63, 1963/64, 1964/65, 1966/67, 1967/68, 1968/69, 1970/71, 1971/72, 1972/73, 1974/75, 1975/76, 1976/77, 1980/81, 1982/83, 1983/84, 1986/87, 1988/89, 1990/91, 1993/94, 2004/05, 2009/10, 2013/14, 2014/15, 2015/16, 2016/17, 2018/19, 2022/23
  -  Вицешампион (30): 1943/44, 1945/46, 1946/47, 1947/48, 1948/49, 1951/52, 1952/53, 1955/56, 1958/59, 1965/66, 1969/70, 1973/74, 1977/78, 1978/79, 1981/82, 1985/86, 1987/88, 1989/90, 1991/92, 1992/93, 1995/96, 1997/98, 2002/03, 2003/04, 2010/11, 2011/12, 2012/13, 2017/18, 2023/24, 2024/25
  -  Бронзов медал (16): 1934/35, 1938/39, 1950/51, 1953/54, 1957/58, 1961/62, 1979/80, 1984/1985, 1994/95, 1996/97, 1998/99, 1999/00, 2005/06, 2006/07, 2008/09, 2020/21
- Купа на Португалия:
  -  Носител (29): Рекорд 1930, 1931, 1935, 1940, 1943, 1944, 1949, 1951, 1952, 1953, 1955, 1957, 1959, 1962, 1964, 1969, 1970, 1972, 1980, 1981, 1983, 1985, 1986, 1987, 1993, 1996, 2004, 2014, 2017
  -  Финалист (14): 1938, 1939, 1958, 1965, 1971, 1974, 1975, 1989, 1997, 2005, 2013, 2019/20, 2020/21, 2024/25
- Купа на Португалската лига:
  -  Носител (8): Рекорд 2008/09, 2009/10, 2010/11, 2011/12, 2013/14, 2014/15, 2015/16, 2024/25
- Суперкупа на Португалия:
  -  Носител (10): 1980, 1985, 1989, 2005, 2014, 2016, 2017, 2019,2023, 2025
  -  Финалист (13): 1981, 1983, 1984, 1986, 1987, 1991, 1993, 1994, 1996, 2004, 2010, 2015, 2020
- Държавно първенство в Португалия (1921-1938):
  -  Шампион (3):1929 – 30, 1930 – 31, 1934 – 35
- Първенство на Лисабон:
  -  Шампион (10): 1909 – 10, 1911 – 12, 1912 – 13, 1913 – 14, 1915 – 16, 1916 – 17, 1917 – 18, 1919 – 20, 1932 – 33, 1939 – 40
- Купа на Честта:
  -  Носител (8): 1919 – 20, 1921 – 22, 1962 – 63, 1964 – 65, 1966 – 67, 1967 – 68, 1968 – 69, 1971 – 72, 1972 – 73, 1973 – 74, 1974 – 75, 1977 – 78, 1978 – 79, 1979 – 80, 1981 – 82, 1983 – 84, 1985 – 86, 1987 – 88
- Купа Рибейро дош Рейс:
  -  Носител (3): 1963 – 64, 1965 – 66, 1970 – 71

### Европейски турнири
- Купа на европейските шампиони:
  -  Носител (2): 1960 – 61, 1961 – 62
  -  Финалист (5): 1963, 1965, 1968, 1988, 1990
- Купа на УЕФА/ Лига Европа:
  -  Финалист (3): 1983, 2013, 2014
- Междуконтинентална купа:
  -  Финалист (2): 1961, 1962
- Малка световна купа:
  -  Носител (1): 1965
- Латинска Купа:
  -  Носител (1): 1950
- Иберийска Купа:
  -  Носител (1): рекорд 1984
  -  Финалист (1): 1991
- Купа Еузебио:
  -  Носител (3): рекорд 2009, 2011, 2012
  -  Финалист (7): 2008, 2010, 2013, 2014, 2015, 2016, 2018

## Стадион
Стадион „Луш“ е наричан от феновете на Бенфика „Катедралата“. Името често се превежда като „Стадиона на светлината“, което е грешка. „Луш“ всъщност е част в Лисабон, в която се намира самият стадион, а думата „луш“ (luz) случайно значи и „светлина“. Оттук и погрешното название.
Няколко мача от Евро 2004 са играни на този стадион,
Предишният стадион на „Бенфика“, също наречен „Стадион Луш“ и сред най-големите в света, с капацитет от 120 000 души, е срутен и новият, с капацитет 65 400 места, е построен на негово място заради турнира.

## Известни футболисти
- Еузебио
- Артур Жорже
- Пауло Соуза
- Пауло Футре
- Маниш
- Руи Коща
- Абел Шавиер
- Клаудио Каниджа
- Карлос Гамара
- Ервин Санчес
- Алдаир
- Сергей Юран
- Александър Мостовой
- Стефан Шварц
- Нуно Гомеш
- Рикардо Роча
- Тиаго
- Симао Саброза
- Петит
- Колуна
- Пабло Аймар
- Луизао
- Карел Поборски
- Роберт Енке
- Ханс-Йорг Бут
- Миклош Фехер
- Марио Станич
- Фабрицио Миколи
- Любинко Друлович
- Андерш Андершон
- Пиер ван Хойдонк
- Оскар Кардосо
- Златко Захович
- Карлос Марчена
- Хосе Антонио Рейес
- Мишел Прюдом
- Лазар Маркович

## Български футболисти
- Илиан Илиев: 1995/97 - (40 мача - 5 гола)

## Бивши треньори
- Свен-Йоран Ериксон
- Томислав Ивич
- Артур Жорже
- Греъм Сунес
- Юп Хайнкес
- Бела Гутман
- Хосе Антонио Камачо
- Джовани Трапатони
- Роналд Куман
- Фернандо Сантош
- Руй Витория

## Фенове
Бенфика се слави като отборът с може би най-много фенове в Португалия. Клубът има също много фенове извън страната, най-вече в бившите португалски колонии, както и сред португалци, живеещи в цяла Европа, много фенове и в Канада и САЩ.
През април 2006 броят на ченовете на клуба надминава 150 000. От юли 2006 Бенфика има повече от 153 000 членове, а от 2006 година е и клубът с най-много членове (плащащи членски внос) в света. На 30 септември 2009 година от Бенфика обявяват, че клубът е достигнал 200 000 членове.